# Крістоф Шенборн
Крі́стоф Ше́нборн (нім. Christoph Maria Michael Hugo Damian Peter Adalbert von Schönborn; нар. 22 січня 1945, замок Скалка, околиці Літомержіце, Чехія) — австрійський кардинал, архієпископ Відня і примас Австрії з 14 вересня 1995 по 22 січня 2025, ординарій для вірних візантійського обряду в Австрії.

## Біографічні відомості
Народився в німецькій шляхетській родині. Другий син графа Гуґо Даміана фон Шенборна та баронеси Елеонори Оттилії Гільди Марії фон Добльгофф. У вересні 1945 року родина переїхала до Австрії.
У 1963 році вступив до Домініканського ордену. Вивчав теологію в домініканських осідках студій в Бонні та Парижі (Le Saulchoir), філософію і психологію у Віденському університеті, славістику та історію візантійського християнства в Сорбонні, теологію в Паризькому католицькому інституті. Отримав ступінь ліценціата теології в 1971 році, доктора теології — в 1974 році в Парижі.
27 грудня 1970 року рукоположений на священика архієпископом Віденським кардиналом Францом Кенігом.
У 1973—1975 роках Крістоф Шенборн був духівником студентської спільноти в Грацькому університеті. У 1976—1991 — професор догматики християнського Сходу у Фрібурзькому університеті, Швейцарія. У 1980—1991 — член теологічної комісії Швейцарської єпископської конференції, в 1980—1987 — комісії з діалогу між православними і римо-католиками, в 1980—1984 — комісії з діалогу між римо-католиками та іншими християнами. З 1980 — член Міжнародної теологічної комісії, з 1984 року — член фундації «Pro Oriente», створеної для підтримки відносин між Католицькою церквою і Східними церквами.
Почесний доктор православного богословського факультету Бухарестського університету.
У 1987—1992 роках Шенборн був секретарем комісії Конгрегації віровчення з підготовки Катехизму католицької церкви.
11 липня 1991 року папа Римський Іван-Павло II призначив Крістофа Шенборна єпископом-помічником Віденським, титулярним єпископом Сутрі. Єпископська хіротонія відбулася 29 вересня того ж року в Віденському кафедральному соборі (головним святителем був кардинал Ганс Герман Ґроер, архієпископ Віденський, а співсвятителями — кардинал Франц Кеніг, архієпископ-емерит Віденський, і Войтєх Ціркле, єпископ Брно). 13 квітня 1995 року призначений коад'ютором Віденської архідієцезії. З 14 вересня 1995 року — архієпископ Віденський. З 5 листопада 1995 року — ординарій для вірних візантійського обряду, що проживають в Австрії.
У 1996 році архієпископ Шенборн проповідував великопосні духовні вправи для папи і Римської курії.
У 1999 році отримав ступінь доктора honoris causa Карлового університету в Празі.
На консисторії 21 лютого 1998 року Іван Павло II надав архієпископові Шенборну сан кардинала-пресвітера з титулом римської церкви Джезу-Дівін-Лавораторе.
З червня 1998 року — кардинал Шенборн є головою Австрійської єпископської конференції.
Кардинал Шенборн брав участь у конклаві 2005 року, під час якого обрано папою Бенедикта XVI.
Крім рідної німецької, говорить англійською, французькою та італійською мовами.

## Членство в дикастеріях Римської курії і комісіях
Кардинал Шенборн є членом таких дикастерій Римської курії:
- Конгрегація віровчення
- Конгрегація Східних Церков
- Конгрегація в справах католицької освіти
- Папська рада в справах культури
- Папська рада зі сприяння новій євангелізації
- Папська комісія в справах культурної спадщини Церкви
- Сцеціальна Рада в справах Європи Генерального секретаріату Синоду єпископів

У межах Конференції єпископів Австрії кардинал Шенборн очолює комісію в справах віровчення і катехитичну комісію.

## Нагороди
- Великий хрест І ступеня Почесного знаку за заслуги перед Австрійською Республікою
- Елемозинарій Ордену Золотого руна